# جونگ جون
جونگ جون (کره‌ای: 정준؛ زادهٔ ۶ مارس ۱۹۷۹) بازیگر اهل کره جنوبی است. او در سال ۲۰۱۳ با دوستانش یانگ دونگ گون و کیم یو می در مستند بلک گاسپل ایفای نقش کردند.